# Cod ATC D05
Cod ATC D05 este o parte a Sistemului de clasificare Anatomo Terapeutico Chimică.
D Preparate dermatologice
D 05 Antipsoriazice